# Antium

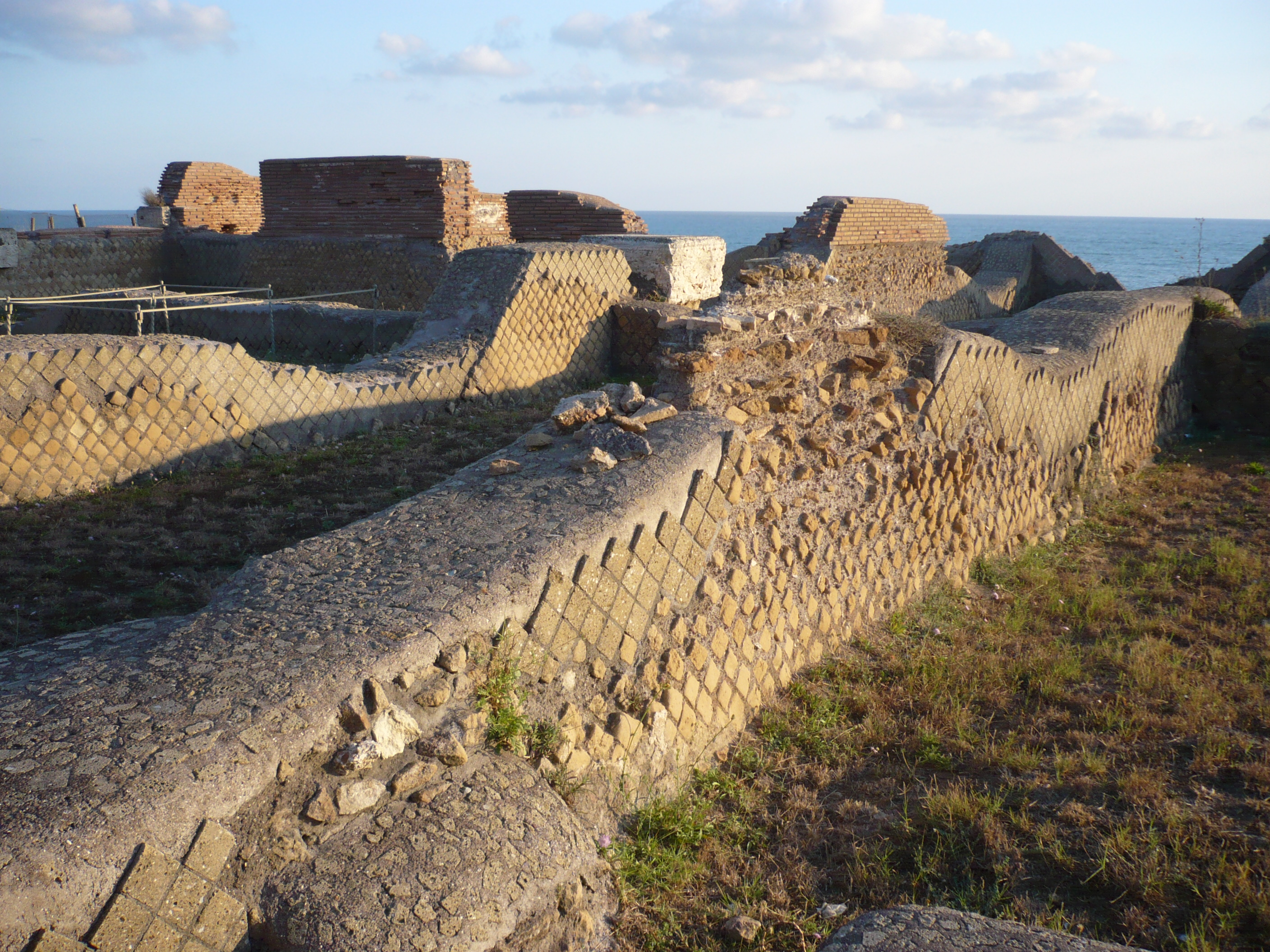
Ruiny starożytnego miasta Antium

Antium (łac. Antiatensis, wł. Anzio) – stolica historycznej diecezji w Italii istniejącej w czasach rzymskich. 
Współczesne miasto Anzio w prowincji Rzym we Włoszech. Obecnie katolickie biskupstwo tytularne ustanowione w 1968 przez papieża Pawła VI.

## Biskupi tytularni
| Lp. | Biskup                            | Funkcja                                      | Od               | Do               |
| --- | --------------------------------- | -------------------------------------------- | ---------------- | ---------------- |
| 1   | Mario Nasalli Rocca di Corneliano | -                                            | 11 kwietnia 1969 | 28 kwietnia 1969 |
| 2   | Emanuele Clarizio                 | nuncjusz apostolski urzędnik Kurii Rzymskiej | 14 czerwca 1969  | 16 kwietnia 2001 |
| 3   | Giuseppe De Andrea                | nuncjusz apostolski                          | 28 czerwca 2001  | 29 czerwca 2016  |
| 4   | Oscar Miñarro                     | biskup pomocniczy Merlo-Moreno (Argentyna)   | 19 września 2016 |                  |